# Токай Южнобережный
Тока́й Южнобере́жный — марочное белое десертное вино, производимое крымским винодельческим предприятием «Гурзуф», входящим в состав комбината «Массандра».

## Основные характеристики
Вино производится с 1932 года. В 1892—1938 годах оно выпускалось под названием «Ай-Даниль № 89» — «Токай Ай-Даниль». Это вино было по содержанию сахара ликёрным (спирт — 13%, сахар — 22—24 г./100 куб. см).
Вино изготавливают из сортов винограда Фурминт и Харшлевелю, произрастающих на Южном берегу Крыма. Данные сорта винограда были привезены сюда из винодельческого региона Токай. Используют виноград, достигший содержания сахара не менее 26 %. Этому способствует большое количество солнечных дней и прогреваемая почва.
Характеристики вина: спирт — 16 %, сахар — 20 г./100 куб. см, титруемые кислоты — 4—7 г./куб. дм. Цвет золотистый и янтарный. Букет с оттенками хлебной корочки и айвового варенья. Выдержка — 2 года.

## Награды
На международных конкурсах вино удостоено наград: Кубка «Гран-при», 18-ти золотых и 3-х серебряных медалей. Среди них награды на конкурсах в Любляне (1955) и (1958), Брюсселе (1958), Венгрии (1958), Югославии (1958), Ялта (1970) и (2006).